# Campeonato Mundial de Patinaje de Velocidad sobre Hielo en Distancia Individual de 2016
El XVII Campeonato Mundial de Patinaje de Velocidad sobre Hielo en Distancia Individual se celebró en Kolomna (Rusia) entre el 11 y el 14 de febrero de 2016 bajo la organización de la Unión Internacional de Patinaje sobre Hielo (ISU) y la Federación  de Patinaje sobre Hielo.
Las competiciones se realizaron en el Centro de Patinaje de Velocidad sobre Hielo de la ciudad rusa.

## Medallistas

### Masculino
| Evento                          | Oro                                                                          | Plata                                                                           | Bronce                                                                  |
| ------------------------------- | ---------------------------------------------------------------------------- | ------------------------------------------------------------------------------- | ----------------------------------------------------------------------- |
| 500 m (14.02)                   | Pavel Kulizhnikov · Rusia · 69,026 s                                         | Ruslan Murashov · Rusia · 69,680 s                                              | Alex Boisvert-Lacroix · Canadá · 69,788 s                               |
| 1000 m (13.02)                  | Pavel Kulizhnikov · Rusia · 1:08,33                                          | Denis Yuskov · Rusia · 1:08,43                                                  | Kjeld Nuis · Países Bajos · 1:08,47                                     |
| 1500 m (12.02)                  | Denis Yuskov · Rusia · 1:44,13                                               | Kjeld Nuis · Países Bajos · 1:45,66                                             | Thomas Krol · Países Bajos · 1:45,75                                    |
| 5000 m (13.02)                  | Sven Kramer · Países Bajos · 6:10,31                                         | Jorrit Bergsma · Países Bajos · 6:10,66                                         | Sverre Lunde Pedersen · Noruega · 6:15,08                               |
| 10 000 m (11.02)                | Sven Kramer · Países Bajos · 12:56,77                                        | Ted-Jan Bloemen · Canadá · 12:59,69                                             | Erik Jan Kooiman · Países Bajos · 13:02,15                              |
| Salida en grupo (14.02)         | Lee Seung-Hoon Corea del Sur 7:18,26                                         | Arjan Stroetinga · Países Bajos · 7:18,32                                       | Alexis Contin Francia 7:18,41                                           |
| Persecución por equipos (12.02) | Países Bajos · Jan Blokhuijsen · Douwe de Vries · Arjan Stroetinga · 3:40,04 | Noruega · Håvard Bøkko · Simen Spieler Nilsen · Sverre Lunde Pedersen · 3:41,26 | Canadá · Jordan Belchos · Ted-Jan Bloemen · Benjamin Donnelly · 3:43,28 |

### Femenino
| Evento                          | Oro                                                                        | Plata                                                 | Bronce                                                               |
| ------------------------------- | -------------------------------------------------------------------------- | ----------------------------------------------------- | -------------------------------------------------------------------- |
| 500 m (13.02)                   | Lee Sang-Hwa Corea del Sur 74,859 s                                        | Brittany Bowe Estados Unidos 75,663 s                 | Zhang Hong China 75,688 s                                            |
| 1000 m (12.02)                  | Jorien ter Mors · Países Bajos · 1:14,73                                   | Heather Bergsma Estados Unidos 1:14,94                | Brittany Bowe Estados Unidos 1:15,01                                 |
| 1500 m (14.02)                  | Jorien ter Mors · Países Bajos · 1:53,92                                   | Heather Bergsma Estados Unidos 1:54,67                | Brittany Bowe Estados Unidos 1:55,09                                 |
| 3000 m (11.02)                  | Martina Sáblíková · República Checa · 4:03,05                              | Ireen Wüst · Países Bajos · 4:03,13                   | Antoinette de Jong · Países Bajos · 4:04,25                          |
| 5000 m (12.02)                  | Martina Sáblíková · República Checa · 6:51,09                              | Carien Kleibeuker · Países Bajos · 6:54,96            | Irene Schouten · Países Bajos · 6:55,93                              |
| Salida en grupo (14.02)         | Ivanie Blondin · Canadá · 8:17,53                                          | Kim Bo-Reum Corea del Sur 8:17,66                     | Miho Takagi Japón 8:17,68                                            |
| Persecución por equipos (13.02) | Países Bajos · Antoinette de Jong · Marrit Leenstra · Ireen Wüst · 2:58,12 | Japón Misaki Oshigiri Miho Takagi Nana Takagi 2:58,31 | Rusia · Olga Graf · Yelizaveta Kazelina · Natalia Voronina · 3:02,61 |

## Medallero
| Núm. | País            | Oro | Plata | Bronce | Total |
| ---- | --------------- | --- | ----- | ------ | ----- |
| 1    | Países Bajos    | 6   | 5     | 5      | 16    |
| 2    | Rusia           | 3   | 2     | 1      | 6     |
| 3    | Corea del Sur   | 2   | 1     | 0      | 3     |
| 4    | República Checa | 2   | 0     | 0      | 2     |
| 5    | Canadá          | 1   | 1     | 2      | 4     |
| 6    | Estados Unidos  | 0   | 3     | 2      | 5     |
| 7    | Japón           | 0   | 1     | 1      | 2     |
| 7    | Noruega         | 0   | 1     | 1      | 2     |
| 9    | China           | 0   | 0     | 1      | 1     |
| 9    | Francia         | 0   | 0     | 1      | 1     |
|      | TOTAL           | 14  | 14    | 14     | 42    |